# Minerales fosfatos

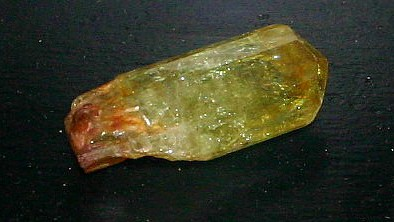
Apatita

La clase de los minerales fosfatos es una de las diez en que se clasifican los minerales según el sistema de clasificación de Strunz, asignándole el código 8 a este grupo.
En esta clase 08 se incluyen los siguientes tipos: fosfatos, arseniatos y vanadatos.

## Divisiones
Se consideran 51 familias agrupadas en las 7 divisiones siguientes:

### 08.A - Fosfatos, etc. sin aniones adicionales, sin H2O
- 8.AA Con cationes pequeños (alguno también con uno grande)
- 8.AB Con cationes medianos
- 8.AC Con cationes medianos a grandes
- 8.AD Con cationes solo grandes

### 08.B - Fosfatos, etc. con aniones adicionales, sin H2O
- 8.BA Con cationes pequeños y medianos
- 8.BB Con cationes solo medianos, (OH, etc.):RO4 alrededor de 1:1
- 8.BC Con cationes solo medianos, (OH, etc.):RO4 > 1:1 y < 2:1
- 8.BD Con cationes solo medianos, (OH, etc.):RO4 = 2:1
- 8.BE Con cationes solo medianos, (OH, etc.):RO4 > 2:1
- 8.BF Con cationes medianos y grandes, (OH, etc.):RO4 < 0,5:1
- 8.BG Con cationes medianos y grandes, (OH, etc.):RO4 = 0,5:1
- 8.BH Con cationes medianos y grandes, (OH, etc.):RO4 = 1:1
- 8.BJ Con cationes medianos y grandes, (OH, etc.):RO4 = 1:5:1
- 8.BK Con cationes medianos y grandes, (OH, etc.):RO4 = 2:1, 2,5:1
- 8.BL Con cationes medianos y grandes, (OH, etc.):RO4 = 3:1
- 8.BM Con cationes medianos y grandes, (OH, etc.):RO4 = 4:1
- 8.BN Con cationes solo grandes, (OH, etc.):RO4 = 0,33:1
- 8.BO Con cationes solo grandes, (OH, etc.):RO4 alrededor de 1:1

### 08.C - Fosfatos sin aniones adicionales, con H2O
- 8.CA Con cationes pequeños y medianos/grandes
- 8.CB Con cationes solo medianos, RO4:H2O = 1:1
- 8.CC Con cationes solo medianos, RO4:H2O = 1:1,5
- 8.CD Con cationes solo medianos, RO4:H2O = 1:2
- 8.CE Con cationes solo medianos, RO4:H2O alrededor de 1:2,5
- 8.CF Con cationes medianos y grandes, RO4:H2O > 1:1
- 8.CG Con cationes medianos y grandes, RO4:H2O = 1:1
- 8.CH Con cationes medianos y grandes, RO4:H2O < 1:1
- 8.CJ Con cationes solo grandes

### 08.D - Fosfatos, etc. con aniones adicionales, con H2O
- 8.DA Con cationes pequeños (y ocasionalmente grande)
- 8.DB Con cationes solo medianos, (OH, etc.):RO4 < 1:1
- 8.DC Con cationes solo medianos, (OH, etc.):RO4 = 1:1 y < 2:1
- 8.DD Con cationes solo medianos, (OH, etc.):RO4 = 2:1
- 8.DE Con cationes solo medianos, (OH, etc.):RO4 = 3:1
- 8.DF Con cationes solo medianos, (OH, etc.):RO4 > 3:1
- 8.DG Con cationes grandes y medianos, (OH, etc.):RO4 < 0,5:1
- 8.DH Con cationes grandes y medianos, (OH, etc.):RO4 < 1:1
- 8.DJ Con cationes grandes y medianos, (OH, etc.):RO4 = 1:1
- 8.DK Con cationesy medianos, (OH, etc.):RO4 > 1:1 y < 2:1
- 8.DL Con cationes grandes y medianos, (OH, etc.):RO4 = 2:1
- 8.DM Con cationes grandes y medianos, (OH, etc.):RO4 > 2:1
- 8.DN Con cationes solo grandes
- 8.DO Con cationes CO3, SO4, SiO4

### 08.F - Polifosfatos, Poliarseniatos, [4]-Polivanadatos
- 8.FA Polifosfatos, etc., sin OH ni H2O; dímeros de tetraedros de RO4 unidos por la esquina
- 8.FB Polifosfatos, etc., con solo OH
- 8.FC Polifosfatos, etc., con solo H2O
- 8.FD Polifosfatos, etc., con OH y H2O
- 8.FE Ino-[4]-vanadatos

### 08.X - No clasificados
- 8.XX Desconocidos